# Jakob Brendel
Pour les articles homonymes, voir Brendel.
Jakob Brendel, né le 18 septembre 1907 à Spire et mort le 13 février 1964 à Nuremberg, est un lutteur allemand spécialiste de la lutte gréco-romaine.

## Carrière
Jakob Brendel participe aux Jeux olympiques d'été de 1932 à Los Angeles et aux Jeux olympiques d'été de 1936 à Berlin. Il remporte la médaille  d'or en 1932 et la médaille de bronze en 1936 dans la catégorie des poids coqs.